# Покровский монастырь (Солан)
Покро́вский монасты́рь в Сола́не (фр. Monastère de Solan) — православный женский монастырь Покрова Божией Матери в коммуне Ла-Бастид-д'Анграфранцузского департамента Гар; подворье афонского монастыря Симонопетра. Самый большой православный монастырь во Франции.

## История
В 1978 году по благословению настоятеля монастыря Симонопетра архимандрита Емилиана (Вафидиса) в ущелье Лаваль горного массива Веркор был основан мужской монастырь преподобного Антония Великого.
В 1981 году при монастыре стали жить три женщины, пожелавшие посвятить себя Христу. Осенью 1984 года они приняли монашеские постриги. Вскоре монастырь смог выкупить находящийся в трёх километрах от него (в том же ущелье, но ближе к Сен-Лорану) дом, в котором в июне 1985 года поселились пять сестёр. Так образовался монастырь Покрова Божией Матери.

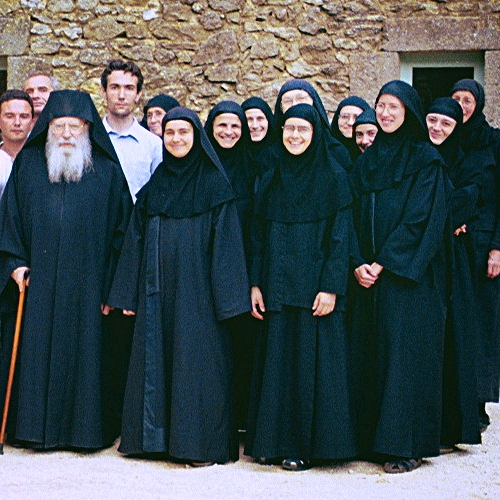
Отец Плакида с игуменией Ипандией, сёстрами монастыря и паломниками из России

Монахини жили за счёт пошива и продажи богослужебных облачений. Дом, который был назван в честь святого Мемория (фр. Saint Mémoire), очень скоро стал слишком тесным для растущего числа сестёр. В 1991 году в Покровской обители жили уже восемь монахинь и одна послушница. Однако, так как дом находился в заповедной зоне, расширить его было невозможно.
В 1991 году после длительных поисков сёстры неожиданным образом смогли приобрести большие сельскохозяйственные угодья (60 гектаров) в Солане около города Юзеса. Восстановив старинную ферму, сёстры занялись экологическим земледелием под руководством опытных учителей, советников и помощников из созданного при монастыре с помощью Пьера Раби Общества «Друзей Солана». Монастырь стал производить различные вина, варенье, ладан и др. У монастырских ворот открылся магазин, предоставляющий большой выбор духовной литературы и церковной утвари.
В начале XXI века в монастыре проживало пятнадцать сестёр семи национальностей.
13 октября 2019 года митрополит Галльский Эммануил (Адамакис) возглавил освящение соборного храма обители.

## Современное состояние
В Солане совершается православное богослужение византийской традиции на французском языке, что делает его доступным для местных жителей. Небольшая монастырская церковь обычно переполнена во время праздничных и воскресных служб. Духовником обители является его основатель — архимандрит Плакида (Дезей), который регулярно переезжает из Антониевского в Покровский монастырь и обратно.
Уже более десяти лет настоятельницей монастыря является игуменья Ипандия, киприотка, родившаяся в Зимбабве в 1972 году. Получив высшее образование в Лионе, она свободно владеет французским, греческим, итальянским и английским языками.